# Ярпияг
Ярпияг (коми Ярпияг) — деревня в городском округе Инта Республики Коми России.

## История
По состоянию на 1920 год, в выселке Яр-Пи-Яг имелось 6 дворов и проживало 45 человек (18 мужчин и 27 женщин). В административном отношении входил в состав Абезьского общества Верхнеусинской волости Ижмо-Печорского уезда.

## География
Деревня находится в северо-восточной части Республики Коми, на правом берегу реки Усы, вблизи места впадения в неё в реки Лемвы, на расстоянии примерно 94 километров (по прямой) к северо-востоку от города Инты, административного центра района. Абсолютная высота — 55 метров над уровнем моря.
Климат
Климат характеризуется как умеренно континентальный, с продолжительной морозной многоснежной зимой и коротким холодным летом. Средняя температура воздуха самого тёплого месяца (июля) составляет 14,6 °C; самого холодного (января) — −20,3 °C. Среднегодовое количество атмосферных осадков составляет 547 мм.
Часовой пояс
Ярпияг, как и вся Республика Коми, находится в часовой зоне МСК (московское время). Смещение применяемого времени относительно UTC составляет +3:00.

## Население
| 2010 |
| ---- |
| 87   |

Гендерный состав
По данным Всероссийской переписи населения 2010 года в гендерной структуре населения мужчины составляли 55,2 %, женщины — соответственно 44,8 %.
Национальный состав
Согласно результатам переписи 2002 года, в национальной структуре населения коми составляли 95 % из 110 чел.